# Uchljasts
Uchljasts (vitryska: Ухлясць, ryska: Ukhlyast’) är ett vattendrag i Belarus.   Det ligger i voblasten Mahiljoŭs voblast, i den östra delen av landet, 190 km öster om huvudstaden Minsk.
Omgivningarna runt Uchljasts är en mosaik av jordbruksmark och naturlig växtlighet. Runt Uchljasts är det glesbefolkat, med 17 invånare per kvadratkilometer.